# جولی استاین
جولی استاین (انگلیسی: Jule Styne؛ ‏ ‎/ˈdʒuːli staɪn/‎؛  ‏ ۳۱ دسامبر ۱۹۰۵ – ۲۰ سپتامبر ۱۹۹۴) موسیقی‌دان و ترانه‌سرای یهودی اهل بریتانیا بود. وی بین سال‌های ۱۹۴۷ تا ۱۹۹۴ میلادی فعالیت می‌کرد.
یکی از ترانه‌های مشهور او «بگذار برف ببارد!» نام دارد که در سال ۱۹۴۵ میلادی به همراه «سمی کان» نوشته شد.

## زندگی شخصی  و مرگ
استاین با زنی از اهل انگلیس به نام مارگارت براون ازدواج کرد و تا زمان مرگ با او بود. استاین بر اثر نارسایی قلبی در نیویورک درگذشت. 